# فيديريكو روميرو
فيديريكو روميرو (بالإسبانية: Federico Romero)‏ هو واضع كلمات الأوبرا وشاعر إسباني، ولد في 11 نوفمبر 1886 في أوفييدو في إسبانيا، وتوفي في 30 يونيو 1976 في مدريد في إسبانيا.

## وصلات خارجية
- فيديريكو روميرو على موقع IMDb (الإنجليزية)
- فيديريكو روميرو على موقع ميوزك برينز (الإنجليزية)
- فيديريكو روميرو على موقع ديسكوغز (الإنجليزية)